# Colin Turnbull

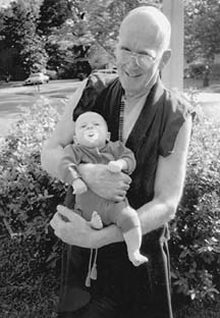
Colin Turnbull hält das Baby eines Freundes, Gainesville, Florida, 1993

Colin Macmillan Turnbull (* 23. November 1924 im Londoner Stadtbezirk Harrow, England; † 28. Juli 1994 in Kilmarnock, Virginia) war ein britisch-amerikanischer Anthropologe. Größere Bekanntheit erlangte er durch seine Bücher The Forest People (über die Mbuti-Pygmäen des damaligen Zaire) und The Mountain People (über das Volk der Ik aus Uganda).
Er beschäftigte sich zudem mit Musikethnologie.

## Leben
Turnbull kam im Londoner Stadtbezirk Harrow zur Welt. Seine Eltern waren Helen Dorothy Wellesley Chapman (1894–1977) und John Rutherford Turnbull (1884–1975).
Er ging an die Westminster School und studierte am Magdalen College in Oxford. Während des Zweiten Weltkrieges war er von 1942 bis 1946 in der Royal Navy tätig. Danach schloss er in Oxford sein Studium ab.
Im Anschluss daran zog er nach Indien, um im Ashram des Gurus Anandamayi Ma zu leben. Dort studierte er indische Religion und Philosophie.
Turnbull traf in Indien seinen späteren Begleiter Newton Beal.
Nach seinem Universitätsabschluss reiste er 1951 mit Newton Beal in den Ituri-Regenwald des damaligen Belgisch-Kongo (heute: Demokratische Republik Kongo) zum Camp von Patrick Putnam und Anne Eisner-Putnam, um die Mbuti-Pygmäen zu studieren. Er blieb bis 1952 dort.
In dieser Zeit war er auch als Gelegenheitsarbeiter für den Hollywood-Produzenten Sam Spiegel in Afrika tätig. Turnbull war für den Bau des Bootes "African Queen" des gleichnamigen Filmes African Queen verantwortlich. An dem Film waren auch die Schauspieler Humphrey Bogart und Katharine Hepburn beteiligt.
Nach seiner ersten Reise nach Afrika kam Turnbull 1953 nach Yellowknife im Nordwesten Kanadas, um dort für kurze Zeit als Goldgräber zu arbeiten.
Um weiter zu studieren, ging er 1954 an die Oxford University zurück. Er absolvierte dort die Studiengänge Sozialanthropologie (1956) und Literatur (1957). In dieser Zeit verlobte er sich mit der Inderin Kumari Mayor.
In den Jahren 1954 und 1957 reiste er wieder zu den Pygmäen in Afrika.
In den USA war er von 1959 bis 1969 als Kurator der afrikanischen Ethnologie am American Museum of Natural History beschäftigt. 1959 endete die Beziehung mit Kumari Mayor.
1961 veröffentlichte er sein Buch The Forest People. 1964 erlangte er in Oxford seinen Doktortitel im Fach Anthropologie.
Turnbull wurde 1965 amerikanischer Staatsbürger.
Nach der Tätigkeit im Museum lehrte er Anthropologie an der Hofstra University (Bundesstaat New York) von 1969 bis 1972.
Danach lehrte er das Fach an der Virginia Commonwealth University (1972 bis 1975) und an der George Washington University (Washington, D.C.) von 1976 bis 1983. Auch an anderen Universitäten war er beschäftigt.
Im Jahre 1972 veröffentlichte er sein Buch The Mountain People. In dem Werk geht es um das Volk der Ik, welche durch moderne Grenzziehungen zwischen Uganda, Kenia und dem Sudan gezwungen waren, in Uganda sesshaft zu werden.
Später arbeitete Turnbull mit Peter Brook an einer theatralischen Version des Buches The Forest People.

## Joseph Towles
Joseph Allen Towles wurde am 17. August 1937 in Senora, Virginia geboren und war Afro-Amerikaner. Seine Eltern waren Arcellius Towles († 1959) und Lucy Blair († 1991). Towles ging in Virginia zur Schule und absolvierte 1957 einen High-School-Abschluss. Towles zog im selben Jahr nach New York City, um eine Karriere als Schauspieler und Autor anzustreben. Dort traf er im Jahr 1959 Turnbull, um ihn im darauffolgenden Jahr zu heiraten. Beide lebten bis zu Towels Tod in einer homosexuellen, interkulturellen Ehe.
Towles kam zur Anthropologie, als er sich als freiwilliger Mitarbeiter in der anthropologischen Abteilung des American Museum of Natural History mit Turnbull befand. Von 1965 bis 1967 half er bei der "Man in Africa Hall"-Dauerausstellung mit (Diese wurde später in "Hall of African Peoples" umbenannt). Er erstellte weiterhin die "Slavery in the New World"-Abteilung des Museums.
Im Jahr 1963 ging er an das Pace College, um dort Geschichte und Anthropologie zu studieren. Er schloss das Studium 1968 ab.
Von 1965 bis 1967 untersuchten Turnbull und Towles zusammen in Afrika die Ik des nördlichen Uganda. 1970 untersuchten sie die Nkumbi bezüglich ihres Beschneidungsritus für Jungen und den Asa-Mythos, welcher seine Ursprünge bei den Mbo des Ituri-Regenwaldes hat.
1979 unternahmen beide als Pilger eine Weltreise. Towell wandte sich der Bibel und dem Schreiben von Theaterstücken und Romanen zu. Towell reagierte wütend auf Turnbull's Autobiografie The Human Cycle aus dem Jahr 1983, worin die Hinweise auf ihre Beziehung weggelassen wurden. Towell starb am 19. Dezember 1988 an den Folgen einer AIDS-Erkrankung.
Turnbull veröffentlichte Towles' Forschungsberichte posthum. Es erschienen 1993 Nkumbi initiation ritual and structure among the Mbo of Zaïre und Asa: Myth of Origin of the Blood Brotherhood Among the Mbo of the Ituri Forest in den Annalen des Königlichen Museums für Zentral-Afrika mit Sitz in Tervuren in Belgien, Band 137.

## Spätere Jahre
1978 nahm sich Turnbull den Ursachen der Todesstrafe an. Nachdem sein Partner Towles gestorben war, spendete er sein eigenes und Towels' Forschungsmaterial dem College of Charleston (South Carolina). 1989 spendete er all sein Geld und Besitz an den United Negro College Fund.
1989 zog Turnbull nach Bloomington, Indiana, um mit seinem Freund Thubten Jigme Norbu (dem älteren Bruder des 14. Dalai Lamas) beim Bau eines tibetanischen Kulturzentrums zu helfen. Später zog er nach Dharamsala in Indien, um als Mönch dem tibetanischen Buddhismus nachzugehen. Seinen Mönchsschwur erhielt er vom Dalai Lama. Sein Mönchsname lautete Lobsang Rigdol.
1994 starb er an den Folgen einer AIDS-Erkrankung in Kilmarnock, Lancaster County. Als Todesursache wurde eine Lungenentzündung angegeben.

## Veröffentlichungen
- 1961 The Forest People. ISBN 0-586-05940-7
- 1962 The Lonely African. ISBN 0-671-20069-0
- 1962 The Peoples of Africa.
- 1965 The Mbuti Pygmies: An Ethnographic Survey in Anthropological Papers of the American Museum of Natural History, 50, S. 139–282
- 1965 Wayward Servants; The Two Worlds of the African Pygmies. ISBN 0-8371-7927-0
- 1966 Tradition and Change in African Tribal Life.
- 1968 Tibet: Its History, Religion and People. (mit Thubten Jigme Norbu). ISBN 0-7011-1354-5
- 1972 The Mountain People. ISBN 0-671-64098-4
- 1973 Africa and Change editor. ISBN 0-394-31520-0
- 1976 Man in Africa. ISBN 0-14-022035-6
- 1978 Rethinking the Ik: A functional Non-Social System. In: Charles D. Laughlin, Jr., Ivan A. Brady (Hrsg.): Extinction and Survival in Human Populations. Columbia University Press, New York
- 1983 The Human Cycle. ISBN 0-586-08493-2
- 1983 The Mbuti Pygmies: Change and Adaptation. ISBN 0-03-061537-2
- 1992  Music of the Rain Forest Pygmies: The Historic Recordings Made By Colin M. Turnbull Label: Lyrichord Discs Inc.